# سیارک ۳۶۴۴۶
سیارک ۳۶۴۴۶ (به انگلیسی: 36446 Cinodapistoia، نامگذاری:2000QV) سی و شش هزار و چهارصد و چهل و ششمین سیارک کشف شده‌است که در ۲۲ اوت ۲۰۰۰ کشف شد.